# Saint-Maurice-la-Clouère
Pour les articles homonymes, voir Saint-Maurice.
Saint-Maurice-la-Clouère est une commune du centre-ouest de la France, située dans le département de la Vienne (région Nouvelle-Aquitaine).

## Géographie

### Communes limitrophes
|        | Gizay                    | Vernon                   |
| Marnay | Saint-Maurice-la-Clouère | Saint-Laurent-de-Jourdes |
|        | Gençay                   | Brion                    |

### Géologie et relief
La région de Saint-Maurice-la-Clouère présente un paysage de plaines vallonnées plus ou moins boisées et de vallées. Le terroir se compose :
- sur les plateaux du Seuil du Poitou :
  - de Terres fortes pour 29 %. Ce sont des sols composés d’argilo-calcaires moyennement profonds alternant avec des sols limoneux, riches en cailloux et blocs de meulières. Ces terres sont à tendance acide et hydromorphe. Ces sols sont communs dans toute cette région du sud du département de la Vienne.
  - de bornais pour 7 %. Ce sont des sols brun clair sur limons, profonds et humides, à tendance siliceuse.
  - d'argile à silex peu profonde pour 38 %.
- dans les vallées et sur les terrasses alluviales, de calcaire pour 2 %.
- sur les plaines, de groies superficielles pour 22 %.Les groies sont des terres du sud-ouest de la France, argilo-calcaires, peu profondes  - en général de moins de 50 cm d’épaisseur – et  plus ou moins riches en cailloux. Elles sont fertiles et saines et donc, propices à la polyculture céréalière mais elles s’assèchent vite.
- de l'agglomération pour 2 %.

En 2006, 85 % de la superficie de la commune était occupée par l'agriculture, 13 % par des forêts et des milieux semi-naturels, et 2 % par des zones construites et aménagées par l'homme (voirie). La présence de milieux naturels et semi-naturels riches et diversifiés sur le territoire communal permet d’offrir des conditions favorables à l’accueil de nombreuses espèces pour l'accomplissement de leur cycle vital (reproduction, alimentation, déplacement, refuge). Forêts, landes, prairies et pelouses, cours d’eau et zones humides … constituent ainsi des cœurs de biodiversité et/ou de véritables corridors biologiques.

### Hydrographie
La commune est traversée par la Clouère sur 8,1 km.

### Climat
Pour des articles plus généraux, voir Climat de la Nouvelle-Aquitaine et Climat de la Vienne.
Historiquement, la commune est exposée à un climat océanique du nord-ouest.  
En 2020, Météo-France publie une typologie des climats de la France métropolitaine dans laquelle la commune est exposée à un climat océanique altéré et est dans la région climatique  Poitou-Charentes, caractérisée par un bon ensoleillement, particulièrement en été et des vents modérés.
Pour la période 1971-2000, la température annuelle moyenne est de 11,8 °C, avec une amplitude thermique annuelle de 14,8 °C. Le cumul annuel moyen de précipitations est de 786 mm, avec 11,3 jours de précipitations en janvier et 6,7 jours en juillet. Pour la période 1991-2020, la température moyenne annuelle observée sur la station météorologique la plus proche, située sur la commune de La Ferrière-Airoux à 6,56 km à vol d'oiseau, est de 12,4 °C et le cumul annuel moyen de précipitations est de 762,1 mm,. Pour l'avenir, les paramètres climatiques de la commune estimés pour 2050 selon différents scénarios d’émission de gaz à effet de serre sont consultables sur un site dédié publié par Météo-France en novembre 2022.

## Urbanisme

### Typologie
Au 1er janvier 2024, Saint-Maurice-la-Clouère est catégorisée commune rurale à habitat dispersé, selon la nouvelle grille communale de densité à sept niveaux définie par l'Insee en 2022.
Elle appartient à l'unité urbaine de Gençay, une agglomération intra-départementale regroupant deux  communes, dont elle est une commune de la banlieue,,. Par ailleurs la commune fait partie de l'aire d'attraction de Poitiers, dont elle est une commune de la couronne,. Cette aire, qui regroupe 97 communes, est catégorisée dans les aires de 200 000 à moins de 700 000 habitants,.

### Occupation des sols
L'occupation des sols de la commune, telle qu'elle ressort de la base de données européenne d’occupation biophysique des sols Corine Land Cover (CLC), est marquée par l'importance des territoires agricoles (83,5 % en 2018), en diminution par rapport à 1990 (85,1 %). La répartition détaillée en 2018 est la suivante : 
terres arables (39,5 %), zones agricoles hétérogènes (37,4 %), forêts (13,7 %), prairies (6,6 %), zones urbanisées (1,9 %), mines, décharges et chantiers (0,9 %). L'évolution de l’occupation des sols de la commune et de ses infrastructures peut être observée sur les différentes représentations cartographiques du territoire : la carte de Cassini (XVIIIe siècle), la carte d'état-major (1820-1866) et les cartes ou photos aériennes de l'IGN pour la période actuelle (1950 à aujourd'hui).

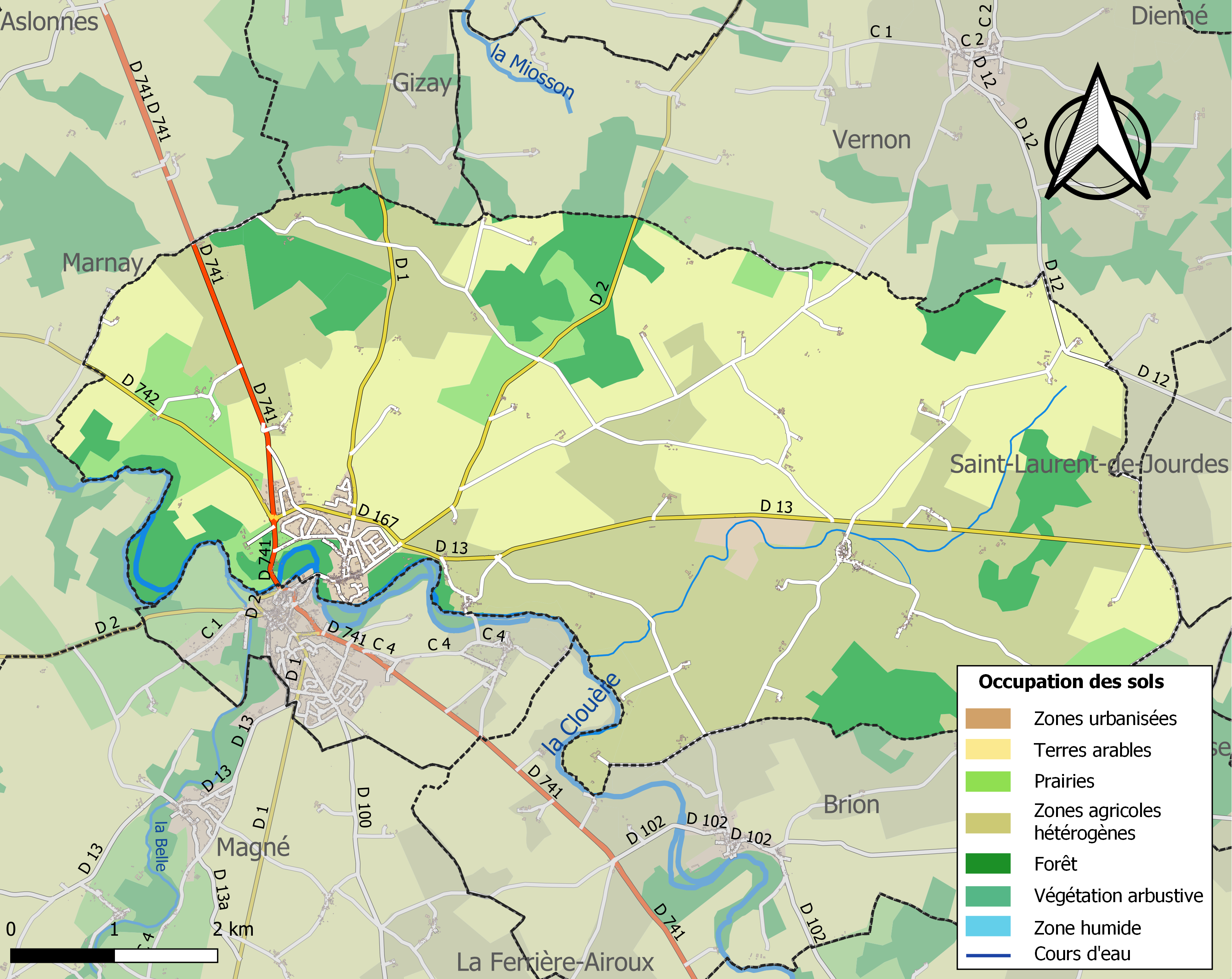
Carte des infrastructures et de l'occupation des sols de la commune en 2018 (CLC).

### Risques majeurs
Le territoire de la commune de Saint-Maurice-la-Clouère est vulnérable à différents aléas naturels : météorologiques (tempête, orage, neige, grand froid, canicule ou sécheresse), inondations, mouvements de terrains et séisme (sismicité modérée). Il est également exposé à deux risques technologiques,  le transport de matières dangereuses et le risque nucléaire. Un site publié par le BRGM permet d'évaluer simplement et rapidement les risques d'un bien localisé soit par son adresse soit par le numéro de sa parcelle.

#### Risques naturels
Certaines parties du territoire communal sont susceptibles d’être affectées par le risque d’inondation par débordement de cours d'eau, notamment la Clouère. La commune a été reconnue en état de catastrophe naturelle au titre des dommages causés par les inondations et coulées de boue survenues en 1982, 1983, 1985, 1993, 1995, 1999 et 2010,.

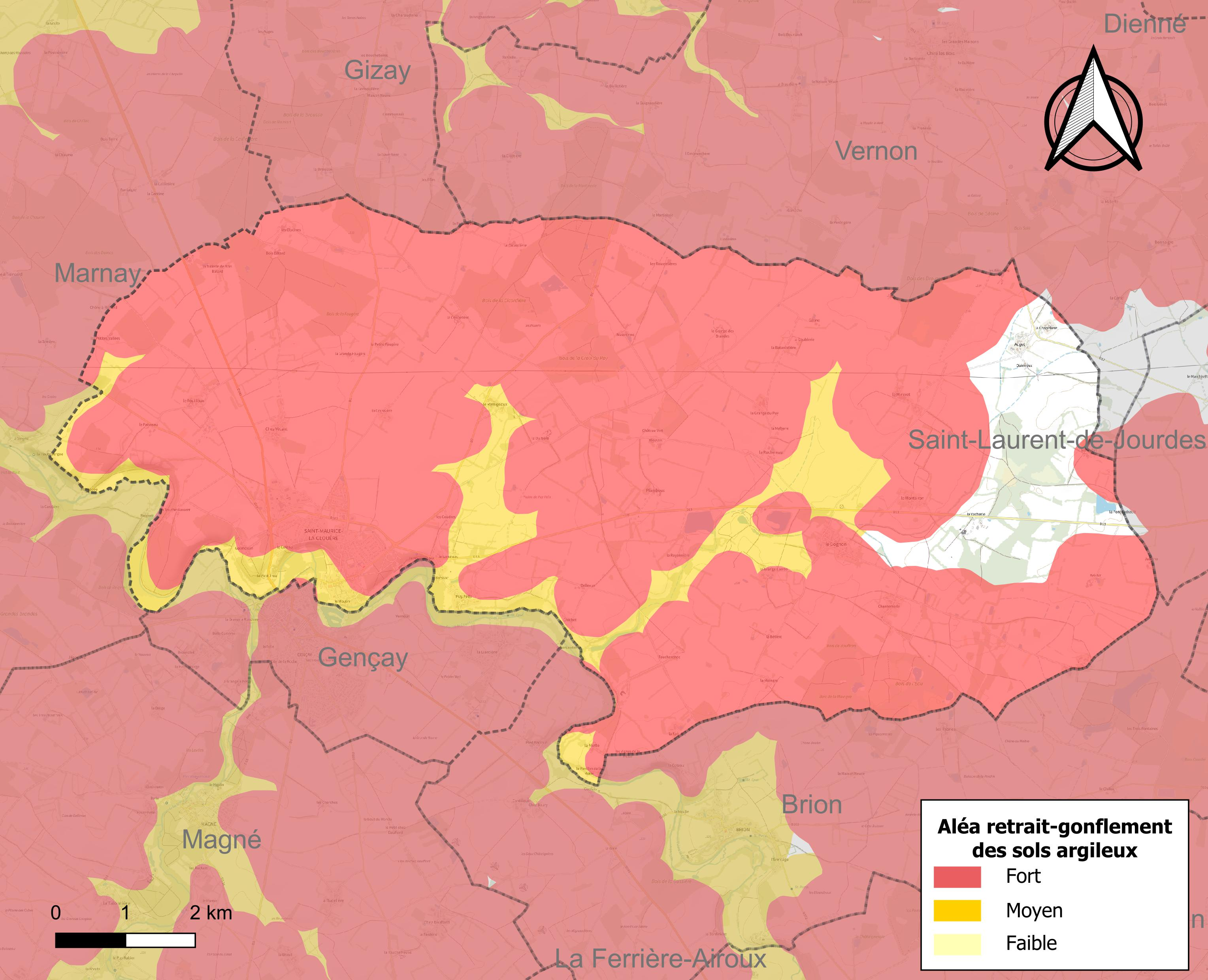
Carte des zones d'aléa retrait-gonflement des sols argileux de Saint-Maurice-la-Clouère.

Les mouvements de terrains susceptibles de se produire sur la commune sont des tassements différentiels. Le retrait-gonflement des sols argileux est susceptible d'engendrer des dommages importants aux bâtiments en cas d’alternance de périodes de sécheresse et de pluie. 92,2 % de la superficie communale est en aléa moyen ou fort (79,5 % au niveau départemental et 48,5 % au niveau national). Depuis le 1er octobre 2020, en application de la loi ÉLAN, différentes contraintes s'imposent aux vendeurs, maîtres d'ouvrages ou constructeurs de biens situés dans une zone classée en aléa moyen ou fort,.
La commune a été reconnue en état de catastrophe naturelle au titre des dommages causés par la sécheresse en 1991, 2003, 2005, 2011 et 2017 et par des mouvements de terrain en 1999 et 2010.

#### Risque technologique
La commune étant située dans le périmètre du plan particulier d'intervention (PPI) de 20 km autour de la centrale nucléaire de Civaux, elle est exposée au risque nucléaire. En cas d'accident nucléaire, une alerte est donnée par différents médias (sirène, sms, radio, véhicules). Dès l'alerte, les personnes habitant dans le périmètre de 2 km se mettent à l'abri. Les personnes habitant dans le périmètre de 20 km peuvent être amenées, sur ordre du préfet, à évacuer et ingérer des comprimés d’iode stable,,.

## Histoire
Saint-Maurice-la-Clouère accueille favorablement les idées de la Révolution française. Elle plante ainsi son arbre de la liberté, symbole de la Révolution. Il devient le lieu de ralliement de toutes les fêtes et des principaux événements révolutionnaires, comme le brûlement des titres féodaux le 24 novembre 1793, la levée en masse ou encore la célébration de la prise de Lyon ou de la victoire après le siège de Toulon.
En 1848, avec la Révolution française de 1848 et le retour de la République, un arbre de la liberté est planté, et survit jusqu’en 1950. Enfin, un arbre est planté en 1919, pour fêter la victoire de la République et du droit des peuples : cet ormeau meurt dans les années 1960.

## Politique et administration

### Liste des maires
| Période   | Période   | Identité      | Étiquette      | Qualité |
| --------- | --------- | ------------- | -------------- | ------- |
| mars 1977 | mars 2008 | Yves Girard   | PS             |         |
| mars 2008 | mars 2020 | Michel Pain   |                |         |
| mars 2020 |           | Laurent Doret | Sans Etiquette |         |

### Instances judiciaires et administratives
La commune relève du tribunal d'instance de Poitiers, du tribunal de grande instance de Poitiers, de la cour d'appel  Poitiers, du tribunal pour enfants de Poitiers, du conseil de prud'hommes de Poitiers, du tribunal de commerce de Poitiers, du tribunal administratif de Poitiers et de la cour administrative d'appel  de  Bordeaux,  du tribunal des pensions de Poitiers, du tribunal des affaires de la Sécurité sociale de la Vienne, de la cour d’assise de la Vienne.

## Démographie
L'évolution du nombre d'habitants est connue à travers les recensements de la population effectués dans la commune depuis 1793. Pour les communes de moins de 10 000 habitants, une enquête de recensement portant sur toute la population est réalisée tous les cinq ans, les populations de référence des années intermédiaires étant quant à elles estimées par interpolation ou extrapolation. Pour la commune, le premier recensement exhaustif entrant dans le cadre du nouveau dispositif a été réalisé en 2004.
| 1793  | 1800 | 1806 | 1821 | 1831  | 1836  | 1841  | 1846  | 1851  |
| ----- | ---- | ---- | ---- | ----- | ----- | ----- | ----- | ----- |
| 1 086 | 936  | 935  | 760  | 1 079 | 1 238 | 1 213 | 1 276 | 1 319 |

| 1856  | 1861  | 1866  | 1872  | 1876  | 1881  | 1886  | 1891  | 1896  |
| ----- | ----- | ----- | ----- | ----- | ----- | ----- | ----- | ----- |
| 1 310 | 1 226 | 1 225 | 1 158 | 1 173 | 1 168 | 1 233 | 1 225 | 1 165 |

| 1901  | 1906  | 1911  | 1921  | 1926  | 1931  | 1936  | 1946  | 1954  |
| ----- | ----- | ----- | ----- | ----- | ----- | ----- | ----- | ----- |
| 1 220 | 1 233 | 1 192 | 1 153 | 1 108 | 1 075 | 1 083 | 1 014 | 1 028 |

| 1962 | 1968 | 1975 | 1982 | 1990 | 1999  | 2004  | 2006  | 2009  |
| ---- | ---- | ---- | ---- | ---- | ----- | ----- | ----- | ----- |
| 907  | 910  | 852  | 825  | 952  | 1 058 | 1 076 | 1 110 | 1 188 |

| 2014  | 2019  | 2022  | - | - | - | - | - | - |
| ----- | ----- | ----- | - | - | - | - | - | - |
| 1 303 | 1 299 | 1 310 | - | - | - | - | - | - |

En 2008, selon l’Insee,  la densité de population de la commune était de 29 hab./km2 contre 61 hab./km2 pour le département, 68 hab./km2 pour la région Poitou-Charentes et 115 hab./km2 pour la France.
L'évolution des naissances et décès de 1968 à 2007 est la suivante (INSEE) :
- Entre 1999 et 2007 : 102  naissances et 69 décès.
- Entre 1990 et 1999 : 101  naissances et 75 décès.
- Entre 1982 et 1990 : 80   naissances et 71 décès.
- Entre 1975 et 1982 : 63  naissances et 73 décès.
- Entre 1968 et 1975 : 79 naissances et 80  décès.

L'évolution des naissances et décès de 1999 à 2008 est la suivante (INSEE) :
- en 2008 : 19 naissances et 2 décès.
- en 2007 : 15 naissances et 10 décès.
- en 2006 : 16 naissances et 14 décès.
- en 2005 : 12 naissances et 8  décès.
- en 2004 : 12  naissances et 12 décès.
- en 2003 : 11  naissances et 4 décès.
- en 2002 : 16 naissances et  6 décès.
- en 2001 : 10 naissances et  13 décès.
- en 2000 : 9 naissances et  5 décès.
- en 1999 : 16  naissances et 7 décès.

La répartition de la population de la commune par âge en 2007 est la suivante selon l'INSEE :
- de 0 à 14 ans : 232 habitants (217  en 1999).
- de 15 à 29 ans : 166 habitants (195 en 1999).
- de 30 à 44 ans : 243 habitants (243 en 1999).
- de 45 à 59 ans : 245 habitants (156 en 1999).
- de 60 à 74 ans : 135 habitants (172 en 1999).
- de 75 ans ou plus : 115 habitants (76 en 1999).

## Économie
Selon la Direction régionale de l'Alimentation, de l'Agriculture et de la Forêt de Poitou-Charentes, il n'y a plus que 37 exploitations agricoles en 2010 contre 39 en 2000.
Les surfaces agricoles utilisées ont un peu diminué et sont passées de 2 953 hectares en 2000 à 2 946 hectares en 2010. 42 % sont destinées à la culture des céréales (blé tendre essentiellement mais aussi orges et maïs), 18 % pour les oléagineux (colza et tournesol), moins de 1 % pour les protéagineux (pois essentiellement), 24 % pour le fourrage et 11 % reste en herbes. En 2000,4 hectares (2 hectares en 2010) étaient consacrés à la vigne.
8 exploitations en 2010 (contre 10 en 2000) abritent un élevage de bovins (750 têtes en 2010 contre 616 têtes en 2000). Les élevages de volailles ont disparu au cours de cette décennie (790 têtes réparties sur 13 fermes en 2000).
21 exploitations en 2010 (contre 19 en 2000) abritent un élevage d'ovins (5 270 têtes en 2010 contre 4 341 têtes en 2000). C'est un des élevages importants du département de la Vienne qui, en 2011, comptait 214 300 têtes.
L'élevage de caprins a connu une baisse : 1 672 têtes en 2000 répartis sur 7 fermes contre 723 têtes en 2010 répartis sur 6 fermes. C’est encore un des troupeaux non négligeables du département de la Vienne (74 500 têtes  en 2011) qui est le deuxième département pour l’élevage des chèvres derrière le département des Deux-Sèvres. Cette forte baisse est révélatrice de l’évolution qu’a connu, en région Poitou- Charente, cet élevage au cours des deux  dernières décennies: division par trois du nombre d’exploitations, augmentation des effectifs moyens par élevage (38 chèvres en 1988, 115 en 2000), division par 10 des chèvreries de  10 à 50 chèvres qui représentaient 50 % des troupeaux en 1988, et multiplication par 6 des élevages de plus de 200 chèvres qui regroupent, en 2000, 45 % du cheptel. Cette évolution des structures de production caprine a principalement pour origine la crise de surproduction laitière de 1990-1991 qui, en parallèle des mesures incitatives, a favorisé des départs d’éleveurs en préretraite et encouragé l’adaptation structurelle des élevages restants. La vocation laitière du troupeau est très forte. Moins de 2 % des élevages caprins sont non laitiers en 2000. La quasi-totalité de la production laitière, en constante augmentation (de 2000 à 2011 : + 44 %) est livrée à l’industrie agro-alimentaire soit 96 % des 485 000 hectolitres récoltés dans l’ensemble du département de la Vienne en 2004. La production de fromage à la ferme reste très marginale et ne représente que 1 % de la production de lait et 6 % des fermes. 75 % des élevages sont basés sur un système de production de type hors sol, la surface agricole étant destinée essentiellement dans ce cas, à la production de fourrage. 75 % de ces exploitations  n’élèvent que des chèvres. Le dynamisme de cet élevage, l’accent porté sur la qualité des produits a permis d’obtenir  les AOC « Chabichou du Poitou » et « Sainte Maure de Touraine » pour les fromages produits.

## Culture locale et patrimoine

### Patrimoine culturel

#### L’église
- Église Saint-Maurice. L'édifice a été classé au titre des monuments historique en 1890[38].

#### L'Audonnière

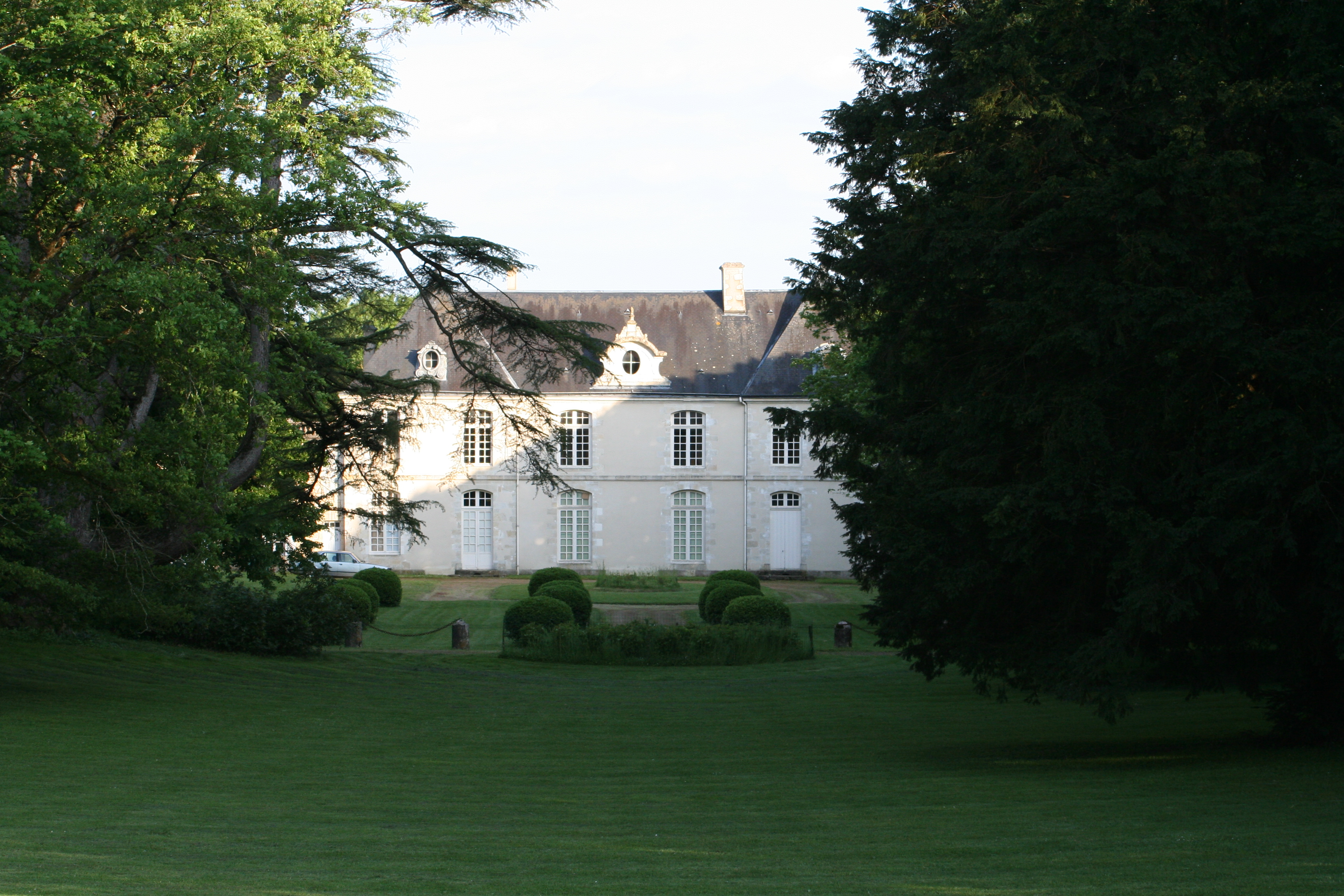
L'Audonnière.

À cet endroit se trouvait déjà au XVe siècle un château féodal appartenant à une « Dame de L'Audonnière », il fut remplacé au XVIIIe siècle par ce château de plaisance Louis XV situé dans un parc et surplombant un canal alimenté par la Clouère. Le parc remodelé en partie dans le goût anglais au début du XIXe siècle, comporte quelques beaux arbres tels que cèdres, séquoias, tulipiers, pins d'Italie, platanes, cyprès chauve... La grille qui défend l'accès depuis la rue Principale, est installée à la Restauration.

#### Château de Galmoisin
Un bois de chênes, un rebord de vallée et une courbe de la Clouère dessinent le cadre de ce domaine, construit au XVIIe siècle pour des notables poitevins. Une grille en fer forgé donne accès à une cour d'honneur.
Il est possible de visiter les extérieurs du château : la terrasse, les écuries, la sellerie, la buanderie, le four à pain, la chapelle et le pigeonnier. De même, les intérieurs sont accessibles : salon, salle à manger, salon oriental, billard et chambre d'apparat.
Le château est inscrit à l'inventaire des monuments historiques depuis 1989 pour ses communs, le parc, la cour, la clôture, les piliers, élévation et logis, la toiture et la grille.

### Patrimoine naturel

#### Vallée de la Clouère
La commune possède des paysages variés qui sont liés à l’histoire géologique et agricole régionale. Le long des vallées, les anciennes prairies de fauche ou de pacage des bœufs sont devenues ou redevenues des zones et des écosystèmes bio divers. Des peupliers certes, mais aussi des roseaux, des aulnes, des saules et des frênes ont reconstruit une richesse naturelle devenue rare et même protégée pour certaines parcelles.
Des animaux en voix de régression, oiseaux, amphibiens, insectes et même moules d’eau douce, y trouvent un refuge indispensable. Des « voyageurs » africains et européens viennent y migrer (développement éventuels). La particularité est aussi, sur la commune, celle des « zones humides perchées » comme le Bois de l’eau à Chantemerle. Avant les drainages importants de ces dernières décennies, une bonne partie du Poitou était caractérisé par ces landes forestières qu’on dénomme brandes. Ces parcours à bétail des vacheries (sorte de ranchs médièvaux). Cette réserve de fourrage et surtout de fagots pour la cuisson du pain et des tuiles, ces landes sont restées prisées, pendant au moins deux millénaires. Réserves de gibier, indispensables pour la sauvegarde de certaines espèces comme l’Outarde canepetière, quelques bois et bruyères deviennent des refuges de biodiversité.
Depuis 2003, le Conservatoire d’espaces naturels (CEN) de Poitou-Charentes et l’ensemble de ses partenaires s’impliquent dans la préservation des derniers espaces de « rouches », saussaies, roselières et forêt alluviale du Val de Clouère. En partenariat avec des propriétaires privés, 12 hectares sont gérés au profit de paysages originaux, uniques mais également pour la faune et de la flore spécifique à ces milieux. En effet, la Rousserolle effarvatte et le Bruant des roseaux trouvent, dans ces lieux, la quiétude et les habitats nécessaires à leur nidification ou à leur hivernage.
Un sentier d’interprétation très original présente à partir de médias interactifs, l’histoire, les spécificités, le paysage, la faune et la flore de ce patrimoine naturel exceptionnel en Vienne. Le balisage dit de « l’Effarvatte » flèche sur près de 12 km (3 h) une randonnée pédestre où le Conservatoire invite le randonneur à découvrir les paysages des plateaux agricoles, les hameaux ruraux et à traverser à plusieurs reprises le Val de Clouère et ses zones humides sauvages.
Les ambiances alternent et chaque zone humide (Les Cosses, la Liardière, Brion) possède des équipements pédagogiques spécifiques mettant en lumière l’une des caractéristiques propres aux zones humides.

#### Plateau de Fontcoudreau
Le plateau de Fontcoudreau est situé à une dizaine de kilomètres à l’Est de Gençay. Le site est à cheval sur plusieurs communes : Brion, Dienné, Saint-Laurent-de-Jourdes, Saint-Maurice-la-Clouère et de Vernon. C'est une zone naturelle d'intérêt écologique, faunistique et floristique (ZNIEFF).
Le relief du plateau est très homogène. Son altitude moyenne est de l’ordre de 130 mètres. Il est constitué de calcaires et d’argiles lacustres. Sur ces sols de « terres fortes » très argileux, tantôt saturés ou calcaires, tantôt acides et riches en cailloux et blocs de meulières, plusieurs dizaines de mares ont été créées autrefois par l’homme pour l’extraction de marne. Ces mares sont dispersées au sein d’un paysage semi-naturel où les prairies pâturées et les haies bocagères dominent, interrompues par quelques bosquets.
Elles constituent de nos jours un habitat de choix pour une faune d’amphibiens d’une diversité exceptionnelle (12 espèces différentes recensées) qui a justifié son classement et sa protection. Y ont été recensés: 
- le Triton crêté : c’est une espèce menacée dans toute l’Europe de l’Ouest. On peut le découvrir dans la quasi-totalité des mares du plateau. De fortes densités, jusqu’à plus d’une centaine d’individus sur des mares dont la surface n’excède pas quelques m², ont pu être constatées par les naturalistes. Le Triton crêté est caractérisé par sa grande taille et sa face ventrale jaune maculée de taches noires. Cette espèce affectionne surtout les paysages ouverts tels que les prairies en zones bocagères, pourvus de mares assez profondes, bien éclairées et munies de berges en pente douce. C'est sur ces berges qu'ont lieu la ponte et le développement de ses larves. Devenus adultes, les tritons crêtés mènent une vie terrestre durant la plus grande partie de l’année en dehors des 3-4 mois que dure la période de reproduction marquée par des rituels de parade spectaculaires. Diurnes à l’état larvaires, ils deviennent nocturnes une fois adultes et se nourrissent alors de petits mollusques, de vers, de larves diverses et de têtards des autres amphibiens. D’octobre à mars, ils hivernent dans des galeries ou sous des pierres. Ils mènent, alors, une vie au ralentie au cours de laquelle ils ne se nourrissent pas. La raréfaction des paysages agricoles traditionnels avec l’arrachage des haies, les remembrements, le comblement des mares et la reconversion des prairies naturelles en cultures constituent aujourd’hui les principales menaces pesant sur l’espèce. Le maintien de réseaux de mares présentant des connexions entre elles (prairies naturelles, corridors de haies) et permettant le brassage des populations est une des conditions indispensables à sa survie.
- le triton marbré,
- la Rainette verte dont plus de 100 individus ont pu être comptés sur une seule mare de 100 m2 en zone bocagère,
- le Crapaud calamite qui se reproduit quant à lui dans les prairies et les jachères inondées.
- La Grenouille de Lesson,
- la Pélodyte ponctué.

### Articles de Wikipédia
- Liste des communes de la Vienne
- Anciennes communes de la Vienne